# 水磨沟街道
水磨沟街道，是中华人民共和国新疆维吾尔自治区乌鲁木齐市水磨沟区下辖的一个乡镇级行政单位。

## 行政区划
水磨沟街道下辖以下地区：
花苑社区、团结社区、新纺社区、温泉西路社区、清泉社区、北山社区、沿河路社区、风景社区和南山社区。